# Aurra Sing
Aurra Sing – fikcyjna postać z uniwersum Gwiezdnych wojen. Przedstawicielka rasy Palliduvan, początkowo była szkolona w Akademii Jedi, następnie została łowczynią nagród.
Postać Aurry Sing pojawiła się pierwszy raz w I części Gwiezdnych wojen – Mrocznym widmie (1999), gdzie rolę tę odgrywała Michonne Bourriague. Następnie Aurra Sing pojawiła się w serialu animowanym Gwiezdne wojny: Wojny klonów.
W filmie Han Solo: Gwiezdne wojny – historie (2018) pojawia się informacja, że została zabita przez przemytnika Tobiasa Becketta.
Uznawana za jedną z najbardziej rozpoznawalnych, utalentowanych i bezwzględnych postaci z uniwersum  .

## Historia

### Expanded Universe
Aurra urodziła się na planecie Nar Shaddaa. Reprezentowała rasę Palliduvan. Nigdy nie poznała swojego ojca, matka z kolei była uzależniona od narkotyku zwanego przyprawą i nie posiadała funduszy na wychowanie córki . Ze względu na swoją czułość na Moc znalazła się w Akademii Jedi, gdzie rozpoczęła szkolenia. Ze względu na swoje agresywne usposobienie znalazła się pod opieką mistrzyni znanej jako An’ya Kuro, która słynęła ze szkolenia padawanów o ciężkim usposobieniu  . Przez siedem lat była szkolona Kuro na Corusant. W trakcie szkolenia została porwana przez handlarzy niewolników, którzy wmówili jej, że mistrzyni celowo ja opuściła, ponieważ nie miała do niej zaufania . Piraci następnie sprzedali ją przedstawicielowi klanu Huttów, u którego była początkowo tancerką. Później przekazał ją klanowi Anzati, aby wyszkolono ją na zabójczynię. Podczas treningu Aurrze wszczepiono zestawy czujników, biokomputer i antenę komunikatora. Po zdobyciu odpowiedniego poziomu umiejętności Sing zabiła Hutta i swoich nauczycieli z klanu. Po tych wydarzeniach Aurra Sing stała się najbardziej znaną łowczynią Jedi. Jako trofea zabierała ich miecze świetlne, jak generał Grevious . Po zabiciu Hutta Aurra Sing postanowiła zemścić się na piratach, którzy ją porwali podczas szkoleń Jedi. Sing nie była zrzeszona w gildii łowców nagród i uważała się niezależną łowczynię.
Razem z Cadem Banem pracowała dla Darth Maula, który wykorzystywał ich do ścigania rycerzy Jedi . Po zakończeniu bitwy o Naboo otrzymała zlecenie zabicia swojej byłej mistrzyni An’ya Kuro. Nie udało się jej jednak wykonać zlecenia.
Przez moment łowczyni nagród miała współpracować także z Lordem Vaderem i jako agentka Imperium ścigała rycerzy Jedi. Lord Sithów zaproponował jej pozostanie Inkwizytorem Imperium Galaktycznego, ale Sing nie zaakceptowała pomysłu .

### KanoniczneGwiezdne wojny
W kanonicznych Gwiezdnych wojnach koncept postaci Aurry Sing został stworzony przez Douga Chianga na polecenie George'a Lucasa. Pierwszy raz Sing pojawia się w części I Gwiezdnych wojen. Kanon nie podaje jednak szczegółów przeszłości łowczyni nagród .

#### Gwiezdne wojny: Mroczne Widmo
W Mrocznym widmie Sing pojawia się epizodycznie. Podczas wyścigu Boonta na Tatooine stoi na balkonie dla publiczności i obserwuje uczestników wyścigu. Prawdopodobnie pojawiła się tam w celu sabotowania występu Neva Kee i jego pojazdu wyścigowego, aby wykraść jego tajemnice .
W filmie w rolę Sing wcieliła się Michonne Bourriague .

#### Gwiezdne wojny: Wojny klonów
W anglojęzycznej wersji serialu animowanego Aurra Sing jest dubbingowana przez Jaime King .
W serialu animowanym, w nieznanym okresie Wojen Klonów, łowczyni nagród przedstawiona jest jako opiekunka i mentorka małego Boby Fetta, który dąży do zemsty za zabicie swojego ojca Jango Fetta na Geonosis. W zamian za zapłatę od hrabiego Dooku, Sing razem z Bobą Fettem i Bosskiem zgodzili się przeprowadzić zamach na życie Mace'a Windu. Atak nie powiódł się, jednak udało się uszkodzić gwiezdny niszczyciel mistrza Windu, który rozbił się na planecie Vanqor. Po nieudanej próbie zamachu grupa Sing przegrupowuje się na planecie Florrum, gdzie swoja bazę ma jej były kochanek, pirat Hondo Ohnaka. Na planetę przybywają Jedi - Ahsoka Tano i mistrz Plo Koon, aby zmierzyć się z Sing i jej grupą. Łowczyni w trakcie pościgu porzuca Bobę Fetta i podejmuje próbę ucieczki jego statkiem „Slave I”. Ahsoka uszkadza statek, który rozbija się. Sing zostaje uznana za zmarłą przez Jedi, ale naprawdę została uratowana z wraku przez Hondo .
Relacja pomiędzy Sing a młodym Fettem służy również do ukazania kontrastu charakterów. Łowczyni nagród przedstawiona jest jako bezwzględna postać, z kolei Boba Fett jawi się jako honorowy i przywiązany do zasad. Cechy młodego Fetta będą odzwierciedlone później w serialach The Mandalorian i Księga Boby Fetta .
Następnie Sing została wynajęta przez Hutta o imieniu Ziro do przeprowadzenia zamachu na senator Amidalę. Próba zostaje jednak zniweczona przez Ahsokę, która ogłusza łowczynię i zabiera na Coruscant.
Nie wiadomo w jaki sposób łowczyni wydostała się na wolność, ale w dalszej części serialu Sing zostaje członkinią grupy Cada Bane’a, który podjął akcję ratunkową Ziro z więzienia na Coruscant. Operacja okazała się sukcesem . Aurra Sing nigdy już nie pojawiła się w Wojnach klonów .

#### Han Solo: Gwiezdne wojny – historie
W filmie o Hanie Solo Lando informuje, że Aurra Sing została zabita przez przemytnika Tobiasa Becketta  .